# Parque Nacional Natural Sierra Nevada de Santa Marta
Der Parque Nacional Natural Sierra Nevada de Santa Marta ist ein 1964 gegründeter Nationalpark in der Región Caribe in Kolumbien, der zu den Parques Nacionales Naturales gehört. Er umfasst Gebiete der namensgebenden Sierra Nevada de Santa Marta. 
Der Parque Nacional Natural Sierra Nevada de Santa Marta hat eine Fläche von 573.312 ha (laut Beschluss Nr. 0136 vom 17. Februar 2023) und liegt im Departamento del Magdalena, im Departamento del Cesar und La Guajira.
Das Gebiet liegt zwischen den Flüssen Don Diego und Palomino. Es überschneidet sich mit den indigenen Reservaten Kogui-Malayo-Arhuaco, dem Reservat Arhuaco de la Sierra und dem Reservat Kankuamo. Touristische Aktivitäten sind in den höher gelegenen Teilen der Sierra Nevada aufgrund der Empfindlichkeit der Ökosysteme und ihrer kulturellen Bedeutung nicht gestattet.